# Comuna Veresoci, Kulîkivka
Veresoci (în ucraineană Вересоч) este o comună în raionul Kulîkivka, regiunea Cernihiv, Ucraina, formată din satele Veresoci (reședința) și Vesele.

## Demografie
Componența lingvistică a comunei Veresoci
     Ucraineană (98,12%)
     Rusă (1,71%)
     Alte limbi (0,16%)
Conform recensământului din 2001, majoritatea populației comunei Veresoci era vorbitoare de ucraineană (98,12%), existând în minoritate și vorbitori de rusă (1,71%).